# Henry Case
Henry L. Case (maggio 1861 – Los Angeles, 7 giugno 1934) è stato un golfista statunitense.

## Carriera
Case partecipò al torneo individuale di golf ai Giochi olimpici di Saint Louis 1904, in cui giunse quarantaduesimo a pari merito con Campbell Brown e Edgar Davis.